# Lista canalelor internaționale Cartoon Network

Logo-ul actual al Cartoon Network introdus pe 29 mai 2010, iar piețele internaționale au adaptat această versiune la diverse date.

De la înființarea Cartoon Network și a rețelei sale surori Boomerang, WarnerMedia a creat fluxuri internaționale pentru ambele rețele.

## Cartoon Network

### Istorie
Cartoon Network Europe, un feed pan-european în engleză, a fost lansat în 1993. Piese audio spaniole, suedeze, daneze, franceze, italiene și norvegiene au fost adăugate în 1994. Feed-ul olandez al rețelei a fost lansat în 1997. Un alt feed lansat în 1998, care a difuzat în Franța, Italia și Spania. Furajul pan-european a continuat să fie difuzat în celelalte părți ale Europei. Feed-ul italian al rețelei a devenit independent câteva luni mai târziu după lansarea canalului francez, în timp ce fluxurile spaniole și franceze au fost împărțite în 1999. Un feed polonez a fost lansat cu un an mai devreme, în 1998.
În 1999, alimentația britanică a rețelei s-a despărțit oficial de versiunea pan-europeană. Aceasta a urmat după ce fluxul analog analog de transponder de pe Astra 1C a devenit scrambled cu VideoCrypt și a fost lansată versiunea britanică de scurtă durată a TNT.
Un flux nordic a fost lansat în 2000, difuzând în suedeză, norvegiană, daneză și engleză. Acest lucru a devenit disponibil și în Islanda și Finlanda. Rețeaua de desene animate olandeze s-a închis în 2001. A fost înlocuită cu feedul paneuropean în 2001. O piesă audio olandeză a fost adăugată simultan. O piesă audio rusă a fost adăugată în 2005; Subtitrările grecești au devenit disponibile în același an. Feed-ul polonez a fost ramificat în altele separate pentru România și Ungaria în 2002. Un feed german a fost lansat în 2006. În 2008 a fost adăugat un feed turcesc.
România și-a obținut propriul feed în 2008, ca parte a celei pentru Europa Centrală și de Est. În 2009, pista audio maghiară din feedul polonez a fost mutată în acest flux. Slovacia și Republica Cehă obișnuiau să primească acest feed în engleză. Bulgaria a primit propria versiune în 2009, difuzată atât în bulgară cât și în engleză. Piesa audio rusă a fost mutată simultan la acest flux. Feed-ul din Europa Centrală și de Est a difuzat rețeaua 24 de ore din 24 din 2014. Rusia a fost anterior singura țară care a primit hrana de 24 de ore.
Rețeaua arabă a rețelei a fost lansată în 2010. Acesta este singurul feed comercializat de EMEA care nu este difuzat în engleză. La 17 noiembrie 2010, feed-ul olandez a relansat și a început difuzarea 24 de ore pe zi și cu un nou logo. Toate programele și anunțurile se difuzează în olandeză. Feed-ul spaniol a fost închis în 2013, împreună cu Cartoonito spaniol. Această piață poate urmări în continuare Cartoon Network on Boing, feed-ul african portughez a fost lansat în 2013 în Angola și Mozambic. A fost lansat în Portugalia în același an.
La momentul 2015, fostul feed pan-european este încă difuzat în partea greacă a Ciprului; este, de asemenea, unul dintre cele patru fluxuri disponibile în Orientul Mijlociu și Africa (celelalte fiind versiunile arabe, franceze și portugheze). Acest flux pan-european difuzează în engleză, în timp ce subtitrările grecești sunt disponibile. Toate celelalte țări europene au propriile surse locale.
În 2017, feed-ul din Europa Centrală și de Est a adăugat o piesă audio în limba cehă pentru audiența sa din Republica Cehă și Slovacia, înlocuind piesa ascunsă în limba engleză.

### Canale
| Regiuni                             | Data lansării | Limbă                                                                | Note de acoperire și disponibilitate                         |
| ----------------------------------- | --- | -------------------------------------------------------------------- | ------------------------------------------------------------ |
| Statele Unite                       | 1 octombrie 1992 | engleză și spaniolă din America Latină (pe SAP)                      | Din Atlanta, Georgia, Statele Unite                          |
| Orientul Mijlociu și Africa de Nord | 17 septembrie 1993 (ca parte a Cartoon Network Europe; prin abonament TV) 1 iulie 2016 (relansat ca feed independent specific pentru regiunea MENA; prin abonament TV)                                      | engleză și arabă                                                     | Din Dubai, Emiratele Arabe Unite                             |
| Orientul Mijlociu și Africa de Nord | 10 octombrie 2010 (ca feed concurent independent; prin free-to-air TV) | arabă                                                                | Din Dubai, Emiratele Arabe Unite                             |
| Orientul Mijlociu și Africa de Nord | 1 aprilie 2016 (un flux de canal în limba hindi; prin TV cu abonament) | Hindi                                                                | Din Dubai, Emiratele Arabe Unite                             |
| Europa, Orientul Mijlociu și Africa | 17 septembrie 1993 | engleză și greacă                                                    | Din Londra, Anglia                                           |
| Atlanticul de Sud                   | 30 aprilie 1993 (ca parte a fluxului din America Latină) | Spaniolă și engleză din America Latină (continuitate tradusă pe SAP) | Din Buenos Aires, Argentina                                  |
| Atlanticul de Sud                   | 2002 (ca flux autonom în varianta latino-americană a canalului) | Spaniolă și engleză din America Latină (continuitate tradusă pe SAP) | Din Buenos Aires, Argentina                                  |
| Australia și Noua Zeelandă          | 3 octombrie 1995 | Engleză                                                              | Din Sydney, Australia                                        |
| Brazilia                            | 30 aprilie 1993 (ca parte a fluxului din America Latină) | Portugheză braziliană și engleză (continuitate tradusă pe SAP)       | Din Atlanta, Georgia, Statele Unite                          |
| Brazilia                            | octombrie 1996 (ca feed independent) | Portugheză braziliană și engleză (continuitate tradusă pe SAP)       | Din Atlanta, Georgia, Statele Unite                          |
| Canada                              | 4 iulie 2012 | Engleză                                                              | Din Toronto, Ontario, Canada                                 |
| Europa Centrală și de Est           | 30 septembrie 2002 | română, maghiară și cehă                                             | Din Munchen, Germania                                        |
| Pacific                             | 30 aprilie 1993 (ca parte a fluxului din America Latină) | Spaniolă și engleză din America Latină (continuitate tradusă pe SAP) | Din Buenos Aires, Argentina                                  |
| Pacific                             | 1 iunie 2015 (ca feed autonom în varianta latino-americană a canalului) | Spaniolă și engleză din America Latină (continuitate tradusă pe SAP) | Din Buenos Aires, Argentina                                  |
| Atlanticul de Nord                  | 30 aprilie 1993 (ca parte a fluxului din America Latină) | Spaniolă și engleză din America Latină (continuitate tradusă pe SAP) | Din Buenos Aires, Argentina                                  |
| Atlanticul de Nord                  | 1 iunie 2015 (ca feed autonom în varianta latino-americană a canalului) | Spaniolă și engleză din America Latină (continuitate tradusă pe SAP) | Din Buenos Aires, Argentina                                  |
| Franța                              | 17 septembrie 1993 (ca parte a Cartoon Network Europe) | franceză și engleză                                                  | Din Paris, Franța                                            |
| Franța                              | 23 august 1999 (ca feed independent) | franceză și engleză                                                  | Din Paris, Franța                                            |
| Germania                            | 17 septembrie 1993 (ca parte a Cartoon Network Europe, în engleză) | germană și engleză                                                   | Din Munchen, Germania                                        |
| Germania                            | 3 septembrie 2005 (ca feed independent) | germană și engleză                                                   | Din Munchen, Germania                                        |
| India                               | 1 mai 1995 | Hindi, Tamil, Telugu și Engleză                                      | Din Mumbai, Maharashtra, India                               |
| Israel                              | Folosit să fie difuzat ca canal oficial de aripa europeană între anii 2000-2010. Canalul oficial a fost închis în 2005 pe HOT și în 2010 pe YES. A revenit ca bloc de programare pe Arutz HaYeladim în 2011 | engleză și ebraică                                                   | Se difuzează ca un bloc de programare pe Arutz HaYeladim     |
| Italia                              | 17 septembrie 1993 (ca parte a Cartoon Network Europe) | italiană și engleză                                                  | Din Milano, Italia                                           |
| Italia                              | 31 iulie 1996 (ca feed independent) | italiană și engleză                                                  | Din Milano, Italia                                           |
| Japonia                             | 1 septembrie 1997 | japoneză și engleză                                                  | Din Tokyo, Japonia                                           |
| America Latină                      | 30 aprilie 1993 | Spaniolă și engleză din America Latină (continuitate tradusă pe SAP) | Din Buenos Aires, Argentina                                  |
| Mexic                               | 30 aprilie 1993 (ca parte a feedului din America Latină); | Spaniolă și engleză din America Latină (continuitate tradusă pe SAP) | Din Atlanta, Georgia, Statele Unite                          |
| Mexic                               | 1999 (ca flux autonom în varianta latino-americană a canalului) | Spaniolă și engleză din America Latină (continuitate tradusă pe SAP) | Din Atlanta, Georgia, Statele Unite                          |
| Regatul Țărilor de Jos              | 17 septembrie 1993 (ca parte a Cartoon Network Europe, în engleză) | olandeză și engleză                                                  | Din Munchen, Germania                                        |
| Regatul Țărilor de Jos              | 12 iulie 1997 (ca feed independent) | olandeză și engleză                                                  | Din Munchen, Germania                                        |
| Regatul Țărilor de Jos              | 1 august 2001 (ca parte a Cartoon Network Europe, în olandeză și engleză) | olandeză și engleză                                                  | Din Munchen, Germania                                        |
| Regatul Țărilor de Jos              | 17 noiembrie 2010 (ca feed independent) | olandeză și engleză                                                  | Din Munchen, Germania                                        |
| Nordic                              | 17 septembrie 1993 (ca parte a Cartoon Network Europe) | daneză, norvegiană, suedeză și engleză                               | Din Londra, Anglia                                           |
| Nordic                              | 1 ianuarie 2000 (ca feed independent) | daneză, norvegiană, suedeză și engleză                               | Din Londra, Anglia                                           |
| Pakistan                            | 2 aprilie 2004 | Urdu și engleză                                                      | Din Karachi, Pakistan                                        |
| Filipine                            | 6 iunie 1995 | Engleză                                                              | Din Hong Kong, China                                         |
| Polonia                             | 1 septembrie 1998 | poloneză și engleză                                                  | Din Munchen, Germania                                        |
| Portugalia                          | 17 septembrie 1993 (ca parte a Cartoon Network Europe, în engleză) | portugheză și engleză                                                | Din Madrid, Spania                                           |
| Portugalia                          | 3 decembrie 2013 (ca feed independent) | portugheză și engleză                                                | Din Madrid, Spania                                           |
| Rusia și Europa de Sud-Est          | 1 aprilie 2005 (ca parte a Cartoon Network Europe, nu în bulgară) | bulgară, rusă și engleză                                             | Din Londra, Anglia (Rusia), Din Munchen, Germania (Bulgaria) |
| Rusia și Europa de Sud-Est          | 1 octombrie 2009 (ca feed independent) | bulgară, rusă și engleză                                             | Din Londra, Anglia (Rusia), Din Munchen, Germania (Bulgaria) |
| Coreea de Sud                       | 11 noiembrie 2006 | coreeană                                                             | Din Seul, Coreea de Sud                                      |
| Asia de Sud-Est                     | 6 octombrie 1994 | engleză, thailandeză, mandarină, indoneziană și malaeză              | Din Hong Kong                                                |
| Spania                              | 4 martie 1994 (ca parte a Cartoon Network Europe) | spaniolă și engleză                                                  | Din Londra, Anglia                                           |
| Spania                              | 23 august 1999 (ca feed independent) | spaniolă și engleză                                                  | Din Londra, Anglia                                           |
| Spania                              | 1 iulie 2013 (ca parte a Boing) | spaniolă și engleză                                                  | Din Londra, Anglia                                           |
| Taiwan                              | 1 ianuarie 1995 | mandarină și engleză                                                 | Din Hong Kong, China                                         |
| Turcia                              | 28 ianuarie 2008 | turcă și engleză                                                     | Din Londra, Anglia                                           |
| Regatul Unit, Irlanda și Malta      | 17 septembrie 1993 | Engleză                                                              | Din Londra, Anglia                                           |
| Vietnam                             | aprilie 2014 | Piesă audio vietnameză în fluxul din Asia de Sud-Est                 | Din Hong Kong, China                                         |

## Adult Swim
| Numele canalului    | Data lansării                                                                | Data încheierii | Note de acoperire și disponibilitate             |
| ------------------- | ---------------------------------------------------------------------------- | --------------- | ------------------------------------------------ |
| Adult Swim          | 2001                                                                         |                 | Disponibil ca bloc în America pe Cartoon Network |
| Adult Swim (Rusia)  | 2009                                                                         |                 | Disponibil ca bloc în Rusia pe canalul 2x2       |
| Adult Swim (Canada) | 4 iulie 2012 (ca bloc pe Cartoon Network); 1 aprilie 2019 (ca canal separat) |                 | Canal canadian                                   |

## Boomerang
| Regiuni                     | Data lansării                                                                          | Limbă                                                          | Note de acoperire și disponibilitate |
| --------------------------- | -------------------------------------------------------------------------------------- | -------------------------------------------------------------- | ------------------------------------ |
| Statele Unite               | 8 decembrie 1992 (bloc pe Cartoon Network); 1 aprilie 2000 (canal)                     | engleză (spaniolă cu SAP)                                      | Din Atlanta, Georgia, Statele Unite  |
| Australia și Noua Zeelandă  | aprilie 2001 (bloc pe Cartoon Network Australia și Noua Zeelandă); martie 2004 (canal) | Engleză                                                        | Din Sydney, Australia                |
| Europa Centrală și de Est   | 12 octombrie 2011                                                                      | engleză, poloneză, română, maghiară, rusă și uneori și bulgară | Din Munchen, Germania                |
| Orientul Mijlociu și Africa | 5 iunie 2005                                                                           | engleză, turcă, arabă și greacă                                | Din Londra, Anglia                   |
| Franța                      | 23 aprilie 2003                                                                        | franceză și engleză                                            | Din Paris, Franța                    |
| Germania                    | 1 iunie 2006                                                                           | germană și engleză                                             | Din Munchen, Germania                |
| Italia                      | 31 iulie 2003                                                                          | italiană și engleză                                            | Din Roma, Italia                     |
| Japonia                     | ianuarie 2018                                                                          | japoneză                                                       | Din Tokyo, Japonia                   |
| America Latină              | 8 noiembrie 1998 (bloc); 2 iulie 2001 (canal)                                          | spaniolă, engleză și portugheză braziliană                     | Din Atlanta, Georgia, Statele Unite  |
| Țările de Jos               | 10 octombrie 2005                                                                      | olandeză                                                       | Din Munchen, Germania                |
| Nordic                      | 15 septembrie 2009 (în bloc); 30 septembrie 2010 (ca canal)                            | engleză, daneză, norvegiană și suedeză                         | Din Londra, Anglia                   |
| Portugalia                  | 21 aprilie 2015                                                                        | portugheză și engleză                                          | Din Madrid, Spania                   |
| Coreea de Sud               | 14 noiembrie 2015                                                                      | coreeană                                                       | Din Seul, Coreea de Sud              |
| Asia de Sud-Est             | 5 septembrie 2005; 1 ianuarie 2015 (Relansare)                                         | Engleză                                                        | Din Hong Kong, China                 |
| Taiwan                      | 14 noiembrie 2016                                                                      | Mandarin                                                       | Din Hong Kong, China                 |
| Thailanda                   | 14 August 2013                                                                         | thailandez                                                     | Din Bangkok, Thailanda               |
| Turcia                      | 23 aprilie 2016                                                                        | turcă                                                          | Din Londra, Anglia                   |
| Regatul Unit și Irlanda     | 27 mai 2000                                                                            | Engleză                                                        | Din Londra, Anglia                   |

## Boing
| Regiuni | Data lansării     | Limbă    |
| ------- | ----------------- | -------- |
| Italia  | 20 noiembrie 2004 | Italiană |
| Africa  | 30 mai 2015       | Engleză  |
| Spania  | 1 septembrie 2010 | Spaniolă |
| Franța  | 8 aprilie 2010    | franceză |

## Cartoonito
| Regiuni                             | Data lansării                                              | Data încheierii                         | Limbă                                                          | Note de acoperire și disponibilitate                                   |
| ----------------------------------- | ---------------------------------------------------------- | --------------------------------------- | -------------------------------------------------------------- | ---------------------------------------------------------------------- |
| Orientul Mijlociu și Africa de Nord | 4 septembrie 2011 (ca bloc în limba arabă Cartoon Network) |                                         | Arabă                                                          | Din Dubai, Emiratele Arabe Unite                                       |
| Europa Centrală și de Est           | 12 octombrie 2011                                          | 1 ianuarie 2014 (ca bloc Boomerang CEE) | engleză, poloneză, română, maghiară, rusă și uneori și bulgară | Din Munchen, Germania                                                  |
| Asia de Sud-Est                     | 1 decembrie 2012                                           | 1 ianuarie 2015                         | Engleză                                                        | Din Hong Kong                                                          |
| Regatul Unit                        | 4 septembrie 2006                                          |                                         | Engleză                                                        | De asemenea, servește scopului Cartoon Network Too; din Londra, Anglia |
| Italia                              | 22 August 2011                                             |                                         | Italiană                                                       | Din Londra, Anglia                                                     |

## Toonami
| Regiuni                 | Data lansării      | Data încheierii | Limbă                                                               | Note de acoperire și disponibilitate |
| ----------------------- | ------------------ | --------------- | ------------------------------------------------------------------- | ------------------------------------ |
| Franța                  | 11 februarie 2016  |                 | franceză                                                            | Din Londra, Anglia                   |
| India                   | 26 februarie 2015  | 15 mai 2018     | Engleză, anterior hindi la o anumită bandă de timp                  | Din Mumbai, Maharashtra, India       |
| Asia de Sud-Est         | 1 decembrie 2012   | 31 martie 2018  | engleză, thailandeză, mandarină, vietnameză, indoneziană și malaeză | Din Hong Kong                        |
| Africa                  | 1 iunie 2017       |                 | Engleză                                                             | Din Londra, Anglia                   |
| Regatul Unit și Irlanda | 28 septembrie 2003 | 24 mai 2007     | Engleză                                                             | Din Londra, Anglia                   |

## Alte canale
| Numele canalului          | Data lansării     | Data încheierii   | Note de acoperire și disponibilitate                                                                                             |
| ------------------------- | ----------------- | ----------------- | --- |
| Cartoon Network +1        | 20 iunie 1999     |                   | Înlocuit de Cartoon Network Too și ulterior Cartoonito și TCM 2 până la închiderea ultimului bloc; din Londra, Anglia            |
| Cartoon Network Too       | 24 aprilie 2006   | 1 aprilie 2014    | Canalul britanic a fuzionat cu Toonami (Marea Britanie și Irlanda), din Londra, Anglia, și a fost înlocuit de Cartoon Network +1 |
| Cartoon Network Arabic +2 | 30 iunie 2014     | 1 ianuarie 2016   | Canal Timeshift |
| Tooncast                  | 1 decembrie 2008  |                   | Canal latino-american |
| CNX                       | 14 octombrie 2002 | 7 septembrie 2003 | Înlocuit de Toonami UK; din Londra, Anglia                                                                                       |
| Pogo                      | 1 ianuarie 2004   |                   | canal indian; disponibil ca bloc în Pakistan                                                                                     |
| Adult Swim                | 1 aprilie 2019    |                   | Canal canadian |

## Legături externe
- List of international sites Arhivat în 5 octombrie 2019, la Wayback Machine. at the official American website of Cartoon Network